# Grandas de Salime
Grandas de Salime è un comune spagnolo di 1 271 abitanti situato nella comunità autonoma delle Asturie. Nel comune si parla l'eonaviego, variante galiziana con tratti asturiani.